# Zlatko Dedič
Zlatko Dedič (Bihać, 5 ottobre 1984) è un ex calciatore sloveno, di ruolo attaccante.

## Carriera

### Club
Cresciuto nel Koper, nel 2001 viene ingaggiato dal Parma. Nel club emiliano gioca tre campionati nella Primavera prima di essere girato in prestito all'Empoli, in Serie B, dove scende 10 volte in campo, senza realizzare reti.

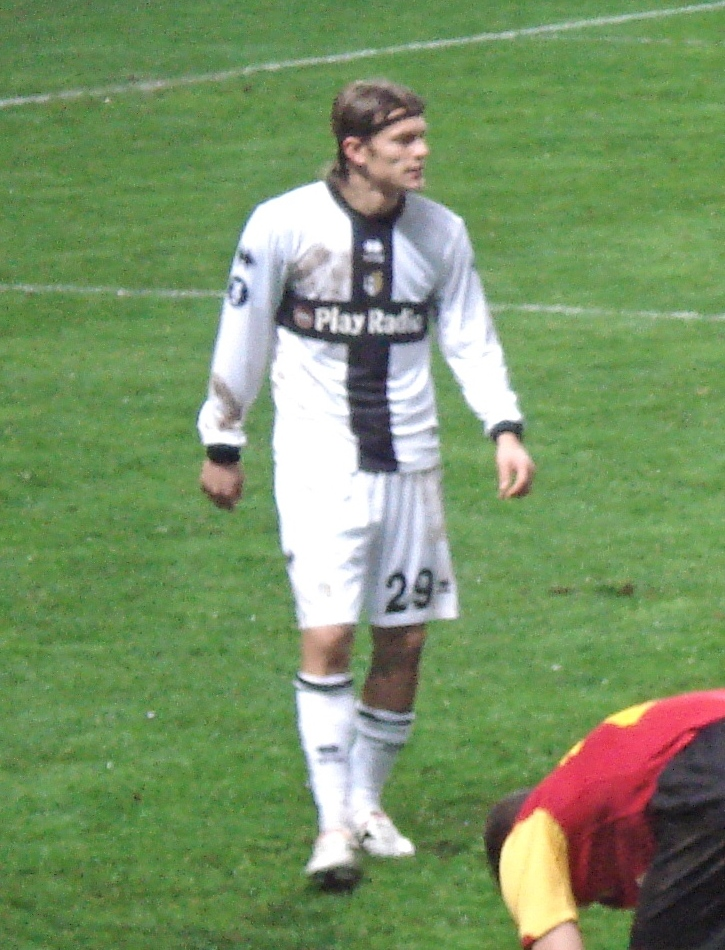
Dedič al Parma nel 2006

Nella stagione successiva, tornato a Parma, esordisce in prima squadra giocando in Coppa Italia, competizione nella quale mette a segno le sue prime 2 reti in Italia. L'esordio in campionato arriva il 21 settembre 2005 in Roma-Parma 4-1. Nella prima parte della stagione totalizza 10 presenze in campionato, senza mai andare in rete.
A gennaio viene quindi girato in prestito alla Cremonese in Serie B. La formazione lombarda a fine stagione retrocede in Serie C1, nonostante le 5 reti in 18 presenze messe a segno dall'attaccante sloveno.
Durante l'estate 2006 torna al Parma, dove non è tra le prime scelte del tecnico Stefano Pioli, che lo impiega in campionato in sole 6 occasioni. Dedic trova invece spazio in Coppa Italia (4 presenze e 3 reti) e in Coppa Uefa (4 presenze e un gol).
In scadenza di contratto, nel gennaio del 2007 viene ceduto per 100.000 euro al Frosinone, in Serie B, firmando un contratto quadriennale. Con la maglia frusinate mette a segno 2 reti nella seconda metà della stagione, e altre 4 nella prima metà di quella successiva. A causa della mancanza di spazio e per dissidi tattici con l'allenatore Alberto Cavasin, nel gennaio del 2008 viene ceduto in prestito al Piacenza, con cui realizza dieci reti (di cui 7 su rigore), decisive per la salvezza degli emiliani.
Alla fine della stagione torna a Frosinone, per giocare la stagione 2008-2009, conclusa con 7 reti all'attivo. Il 3 luglio viene ceduto al Bochum, militante Bundesliga, per una cifra intorno agli 800.000 euro. Con la formazione tedesca retrocede in Zweite Bundesliga, fallendo il ritorno nella massima serie tedesca dopo lo spareggio contro il Borussia Mönchengladbach. Il 31 agosto 2011 viene ufficializzato il suo passaggio in prestito dal Bochum alla Dinamo Dresda. A fine stagione fa rientro al Bochum, sempre in Zweite Bundesliga.
Nel giugno 2013 viene nuovamente acquistato dalla Dinamo Dresda, questa volta a titolo definitivo. A fine stagione, dopo la retrocessione in 3. Liga, si trasferisce al FSV Francoforte, sempre nella seconda serie tedesca.
Il 31 agosto 2016 viene acquistato dal Paderborn.

### Nazionale
Nonostante l'impiego incostante durante la sua militanza in Italia, esordisce in nazionale il 18 novembre 2004 nel pareggio per 1-1 contro la Serbia-Montenegro. Il 18 novembre 2009 realizza il gol decisivo nella vittoria per 1-0 nei confronti della Russia, dopo la sconfitta per 2-1 a Mosca. Grazie a questa rete infatti la Slovenia si qualifica per i Mondiali di Sudafrica 2010.

## Statistiche

### Presenze e reti nei club
Statistiche aggiornate al 24 marzo 2021.
| Stagione               | Squadra                | Campionato             | Campionato | Campionato | Coppe nazionali | Coppe nazionali | Coppe nazionali | Coppe continentali | Coppe continentali | Coppe continentali | Altre coppe | Altre coppe | Altre coppe | Totale | Totale |
| Stagione               | Squadra                | Comp                   | Pres       | Reti       | Comp            | Pres            | Reti            | Comp               | Pres               | Reti               | Comp        | Pres        | Reti        | Pres   | Reti   |
| ---------------------- | ---------------------- | ---------------------- | ---------- | ---------- | --------------- | --------------- | --------------- | ------------------ | ------------------ | ------------------ | ----------- | ----------- | ----------- | ------ | ------ |
| 2000-2001              | Koper                  | 1. SNL                 | 3          | 0          | CS              | -               | -               | -                  | -                  | -                  | -           | -           | -           | 3      | 0      |
| 2003-2004              | Parma                  | A                      | -          | -          | CI              | -               | -               | -                  | -                  | -                  | -           | -           | -           | 0      | 0      |
| 2004-2005              | Empoli                 | B                      | 10         | 0          | CI              | -               | -               | -                  | -                  | -                  | -           | -           | -           | 10     | 0      |
| 2005-gen. 2006         | Parma                  | A                      | 10         | 0          | CI              | 5               | 2               | -                  | -                  | -                  | -           | -           | -           | 15     | 2      |
| gen.-giu. 2006         | Cremonese              | B                      | 18         | 5          | CI              | -               | -               | -                  | -                  | -                  | -           | -           | -           | 18     | 5      |
| 2006-gen. 2007         | Parma                  | A                      | 6          | 0          | CI              | 4               | 3               | CU                 | 4                  | 1                  | -           | -           | -           | 14     | 4      |
| Totale Parma           | Totale Parma           | Totale Parma           | 16         | 0          |                 | 9               | 5               |                    | 4                  | 1                  |             | -           | -           | 29     | 6      |
| gen.-giu. 2007         | Frosinone              | B                      | 16         | 2          | CI              | -               | -               | -                  | -                  | -                  | -           | -           | -           | 16     | 2      |
| 2007-gen. 2008         | Frosinone              | B                      | 16         | 4          | CI              | 1               | 0               | -                  | -                  | -                  | -           | -           | -           | 17     | 4      |
| gen.-giu. 2008         | Piacenza               | B                      | 22         | 10         | CI              | -               | -               | -                  | -                  | -                  | -           | -           | -           | 22     | 10     |
| 2008-2009              | Frosinone              | B                      | 31         | 7          | CI              | 1               | 0               | -                  | -                  | -                  | -           | -           | -           | 32     | 7      |
| Totale Frosinone       | Totale Frosinone       | Totale Frosinone       | 63         | 13         |                 | 2               | 0               |                    | -                  | -                  |             | -           | -           | 65     | 13     |
| 2009-2010              | Bochum                 | BL                     | 27         | 5          | CG              | 2               | 0               | -                  | -                  | -                  | -           | -           | -           | 29     | 5      |
| 2010-2011              | Bochum                 | 2.B                    | 22+1       | 3+0        | CG              | -               | -               | -                  | -                  | -                  | -           | -           | -           | 22     | 3      |
| 2011-2012              | Dinamo Dresda          | 2.B                    | 27         | 13         | CG              | 1               | 0               | -                  | -                  | -                  | -           | -           | -           | 28     | 13     |
| 2012-2013              | Bochum                 | 2.B                    | 30         | 8          | CG              | 2               | 3               | -                  | -                  | -                  | -           | -           | -           | 32     | 11     |
| Totale Bochum          | Totale Bochum          | Totale Bochum          | 79+1       | 16         |                 | 4               | 3               |                    | -                  | -                  |             | -           | -           | 83     | 19     |
| 2013-2014              | Dinamo Dresda          | 2.B                    | 32         | 6          | CG              | -               | -               | -                  | -                  | -                  | -           | -           | -           | 32     | 6      |
| Totale Dinamo Dresda   | Totale Dinamo Dresda   | Totale Dinamo Dresda   | 59         | 19         |                 | 1               | 0               |                    | -                  | -                  |             | -           | -           | 60     | 19     |
| 2014-2015              | FSV Francoforte        | 2.B                    | 31         | 7          | CG              | 1               | 0               | -                  | -                  | -                  | -           | -           | -           | 32     | 7      |
| 2015-2016              | FSV Francoforte        | 2.B                    | 26         | 4          | CG              | 2               | 1               | -                  | -                  | -                  | -           | -           | -           | 28     | 5      |
| Totale FSV Francoforte | Totale FSV Francoforte | Totale FSV Francoforte | 57         | 11         |                 | 3               | 1               |                    | -                  | -                  |             | -           | -           | 60     | 12     |
| 2016-2017              | Paderborn 07           | 3.L                    | 31         | 7          | -               | -               | -               | -                  | -                  | -                  | -           | -           | -           | 31     | 7      |
| 2017-2018              | Wacker Innsbruck       | 1.L                    | 35         | 19         | CA              | 2               | 1               | -                  | -                  | -                  | -           | -           | -           | 37     | 20     |
| 2018-2019              | Wacker Innsbruck       | BL                     | 28         | 9          | CA              | 2               | 0               | -                  | -                  | -                  | -           | -           | -           | 30     | 9      |
| Totale Wacker Innsbruk | Totale Wacker Innsbruk | Totale Wacker Innsbruk | 63         | 28         |                 | 4               | 1               |                    | -                  | -                  |             | -           | -           | 67     | 29     |
| 2019-2020              | WSG Swarovski Tirol    | BL                     | 31         | 12         | CA              | 2               | 2               | -                  | -                  | -                  | -           | -           | -           | 33     | 14     |
| 2020-2021              | WSG Swarovski Tirol    | BL                     | 18         | 4          | CA              | 2               | 1               | -                  | -                  | -                  | -           | -           | -           | 20     | 5      |
| Totale Swarovski Tirol | Totale Swarovski Tirol | Totale Swarovski Tirol | 49         | 16         |                 | 4               | 3               |                    | -                  | -                  |             | -           | -           | 53     | 19     |
| Totale carriera        | Totale carriera        | Totale carriera        | 477        | 125        |                 | 27              | 13              |                    | 4                  | 1                  |             | -           | -           | 508    | 139    |

### Cronologia presenze e reti in nazionale
| Cronologia completa delle presenze e delle reti in nazionale ― Slovenia | Cronologia completa delle presenze e delle reti in nazionale ― Slovenia | Cronologia completa delle presenze e delle reti in nazionale ― Slovenia | Cronologia completa delle presenze e delle reti in nazionale ― Slovenia | Cronologia completa delle presenze e delle reti in nazionale ― Slovenia | Cronologia completa delle presenze e delle reti in nazionale ― Slovenia | Cronologia completa delle presenze e delle reti in nazionale ― Slovenia | Cronologia completa delle presenze e delle reti in nazionale ― Slovenia |
| Data                                                                    | Città                                                                   | In casa                                                                 | Risultato                                                               | Ospiti                                                                  | Competizione                                                            | Reti                                                                    | Note                                                                    |
| ----------------------------------------------------------------------- | ----------------------------------------------------------------------- | ----------------------------------------------------------------------- | ----------------------------------------------------------------------- | ----------------------------------------------------------------------- | ----------------------------------------------------------------------- | ----------------------------------------------------------------------- | ----------------------------------------------------------------------- |
| 18-8-2004                                                               | Lubiana                                                                 | Slovenia                                                                | 1 – 1                                                                   | Serbia e Montenegro                                                     | Amichevole                                                              | -                                                                       | 67’                                                                     |
| 4-9-2004                                                                | Celje                                                                   | Slovenia                                                                | 3 – 0                                                                   | Moldavia                                                                | Qual. Mondiali 2006                                                     | -                                                                       |                                                                         |
| 8-9-2004                                                                | Glasgow                                                                 | Scozia                                                                  | 0 – 0                                                                   | Slovenia                                                                | Qual. Mondiali 2006                                                     | -                                                                       | 80’                                                                     |
| 9-10-2004                                                               | Celje                                                                   | Slovenia                                                                | 1 – 0                                                                   | Italia                                                                  | Qual. Mondiali 2006                                                     | -                                                                       | 69’                                                                     |
| 13-10-2004                                                              | Oslo                                                                    | Norvegia                                                                | 3 – 0                                                                   | Slovenia                                                                | Qual. Mondiali 2006                                                     | -                                                                       | 78’                                                                     |
| 7-2-2007                                                                | Domžale                                                                 | Slovenia                                                                | 1 – 0                                                                   | Estonia                                                                 | Amichevole                                                              | -                                                                       | 81’                                                                     |
| 26-3-2008                                                               | Zalaegerszeg                                                            | Ungheria                                                                | 0 – 1                                                                   | Slovenia                                                                | Amichevole                                                              | -                                                                       | 77’                                                                     |
| 20-8-2008                                                               | Maribor                                                                 | Slovenia                                                                | 2 – 3                                                                   | Croazia                                                                 | Amichevole                                                              | -                                                                       | 83’                                                                     |
| 6-9-2008                                                                | Breslavia                                                               | Polonia                                                                 | 1 – 1                                                                   | Slovenia                                                                | Qual. Mondiali 2010                                                     | 1                                                                       | 11’ 89’                                                                 |
| 10-9-2008                                                               | Maribor                                                                 | Slovenia                                                                | 2 – 1                                                                   | Slovacchia                                                              | Qual. Mondiali 2010                                                     | -                                                                       | 76’                                                                     |
| 11-10-2008                                                              | Maribor                                                                 | Slovenia                                                                | 2 – 0                                                                   | Irlanda del Nord                                                        | Qual. Mondiali 2010                                                     | -                                                                       | 68’                                                                     |
| 15-10-2008                                                              | Teplice                                                                 | Rep. Ceca                                                               | 1 – 0                                                                   | Slovenia                                                                | Qual. Mondiali 2010                                                     | -                                                                       | 79’                                                                     |
| 19-11-2008                                                              | Maribor                                                                 | Slovenia                                                                | 3 – 4                                                                   | Bosnia ed Erzegovina                                                    | Amichevole                                                              | -                                                                       | 54’                                                                     |
| 11-2-2009                                                               | Genk                                                                    | Belgio                                                                  | 2 – 0                                                                   | Slovenia                                                                | Amichevole                                                              | -                                                                       | 49’                                                                     |
| 28-3-2009                                                               | Maribor                                                                 | Slovenia                                                                | 0 – 0                                                                   | Rep. Ceca                                                               | Qual. Mondiali 2010                                                     | -                                                                       | 67’                                                                     |
| 1-4-2009                                                                | Belfast                                                                 | Irlanda del Nord                                                        | 1 – 0                                                                   | Slovenia                                                                | Qual. Mondiali 2010                                                     | -                                                                       | 21’ 64’                                                                 |
| 5-9-2009                                                                | Londra                                                                  | Inghilterra                                                             | 2 – 1                                                                   | Slovenia                                                                | Amichevole                                                              | -                                                                       | 71’                                                                     |
| 9-9-2009                                                                | Maribor                                                                 | Slovenia                                                                | 3 – 0                                                                   | Polonia                                                                 | Qual. Mondiali 2010                                                     | 1                                                                       | 9’ 58’                                                                  |
| 10-10-2009                                                              | Bratislava                                                              | Slovacchia                                                              | 0 – 2                                                                   | Slovenia                                                                | Qual. Mondiali 2010                                                     | -                                                                       | 78’                                                                     |
| 14-10-2009                                                              | Serravalle                                                              | San Marino                                                              | 0 – 3                                                                   | Slovenia                                                                | Qual. Mondiali 2010                                                     | -                                                                       | 51’                                                                     |
| 14-11-2009                                                              | Mosca                                                                   | Russia                                                                  | 2 – 1                                                                   | Slovenia                                                                | Qual. Mondiali 2010                                                     | -                                                                       | 67’                                                                     |
| 18-11-2009                                                              | Maribor                                                                 | Slovenia                                                                | 1 – 0                                                                   | Russia                                                                  | Qual. Mondiali 2010                                                     | 1                                                                       | 89’                                                                     |
| 3-3-2010                                                                | Maribor                                                                 | Slovenia                                                                | 4 – 1                                                                   | Qatar                                                                   | Amichevole                                                              | -                                                                       | 56’                                                                     |
| 4-6-2010                                                                | Maribor                                                                 | Slovenia                                                                | 3 – 1                                                                   | Nuova Zelanda                                                           | Amichevole                                                              | -                                                                       | 11’                                                                     |
| 13-6-2010                                                               | Polokwane                                                               | Algeria                                                                 | 0 – 1                                                                   | Slovenia                                                                | Mondiali 2010 - 1º turno                                                | -                                                                       | 53’                                                                     |
| 18-6-2010                                                               | Johannesburg                                                            | Slovenia                                                                | 2 – 2                                                                   | Stati Uniti                                                             | Mondiali 2010 - 1º turno                                                | -                                                                       | 87’                                                                     |
| 23-6-2010                                                               | Rustenburg                                                              | Slovenia                                                                | 0 – 1                                                                   | Inghilterra                                                             | Mondiali 2010 - 1º turno                                                | -                                                                       | 62’ 81’                                                                 |
| 11-8-2010                                                               | Lubiana                                                                 | Slovenia                                                                | 2 – 0                                                                   | Australia                                                               | Amichevole                                                              | 1                                                                       | 46’                                                                     |
| 3-9-2010                                                                | Maribor                                                                 | Slovenia                                                                | 0 – 1                                                                   | Irlanda del Nord                                                        | Qual. Euro 2012                                                         | -                                                                       | 74’                                                                     |
| 7-9-2010                                                                | Belgrado                                                                | Serbia                                                                  | 1 – 1                                                                   | Slovenia                                                                | Qual. Euro 2012                                                         | -                                                                       | 77’                                                                     |
| 8-10-2010                                                               | Lubiana                                                                 | Slovenia                                                                | 5 – 1                                                                   | Fær Øer                                                                 | Qual. Euro 2012                                                         | 1                                                                       | 73’                                                                     |
| 12-10-2010                                                              | Tallinn                                                                 | Estonia                                                                 | 0 – 1                                                                   | Slovenia                                                                | Qual. Euro 2012                                                         | -                                                                       | 53’                                                                     |
| 17-11-2010                                                              | Capodistria                                                             | Slovenia                                                                | 1 – 2                                                                   | Georgia                                                                 | Amichevole                                                              | -                                                                       | 46’                                                                     |
| 9-2-2011                                                                | Tirana                                                                  | Albania                                                                 | 1 – 2                                                                   | Slovenia                                                                | Amichevole                                                              | 1                                                                       | 53’                                                                     |
| 25-3-2011                                                               | Lubiana                                                                 | Slovenia                                                                | 0 – 1                                                                   | Italia                                                                  | Qual. Euro 2012                                                         | -                                                                       | 56’                                                                     |
| 29-3-2011                                                               | Belfast                                                                 | Irlanda del Nord                                                        | 0 – 0                                                                   | Slovenia                                                                | Qual. Euro 2012                                                         | -                                                                       | 84’                                                                     |
| 10-8-2011                                                               | Lubiana                                                                 | Slovenia                                                                | 0 – 0                                                                   | Belgio                                                                  | Amichevole                                                              | -                                                                       | 84’                                                                     |
| 6-9-2011                                                                | Firenze                                                                 | Italia                                                                  | 1 – 0                                                                   | Slovenia                                                                | Qual. Euro 2012                                                         | -                                                                       | 87’                                                                     |
| 15-11-2011                                                              | Lubiana                                                                 | Slovenia                                                                | 2 – 3                                                                   | Stati Uniti                                                             | Amichevole                                                              | -                                                                       | 79’                                                                     |
| 29-2-2012                                                               | Capodistria                                                             | Slovenia                                                                | 1 – 1                                                                   | Scozia                                                                  | Amichevole                                                              | -                                                                       | 83’                                                                     |
| 15-8-2012                                                               | Lubiana                                                                 | Slovenia                                                                | 4 – 3                                                                   | Romania                                                                 | Amichevole                                                              | 2                                                                       | 71’                                                                     |
| 7-9-2012                                                                | Lubiana                                                                 | Slovenia                                                                | 0 – 2                                                                   | Svizzera                                                                | Qual. Mondiali 2014                                                     | -                                                                       | 55’                                                                     |
| 12-10-2012                                                              | Maribor                                                                 | Slovenia                                                                | 2 – 1                                                                   | Cipro                                                                   | Qual. Mondiali 2014                                                     | -                                                                       | 68’                                                                     |
| 16-10-2012                                                              | Tirana                                                                  | Albania                                                                 | 1 – 0                                                                   | Slovenia                                                                | Qual. Mondiali 2014                                                     | -                                                                       | 59’                                                                     |
| 14-11-2012                                                              | Skopje                                                                  | Macedonia                                                               | 3 – 2                                                                   | Slovenia                                                                | Amichevole                                                              | -                                                                       | 80’                                                                     |
| 22-3-2013                                                               | Lubiana                                                                 | Slovenia                                                                | 1 – 2                                                                   | Islanda                                                                 | Qual. Mondiali 2014                                                     | -                                                                       | 79’                                                                     |
| 31-5-2013                                                               | Bielefeld                                                               | Turchia                                                                 | 0 – 2                                                                   | Slovenia                                                                | Amichevole                                                              | -                                                                       | 83’                                                                     |
| 14-8-2013                                                               | Turku                                                                   | Finlandia                                                               | 2 – 0                                                                   | Slovenia                                                                | Amichevole                                                              | -                                                                       | 57’                                                                     |
| 19-11-2013                                                              | Celje                                                                   | Slovenia                                                                | 1 – 0                                                                   | Canada                                                                  | Amichevole                                                              | -                                                                       | 46’                                                                     |
| Totale                                                                  |                                                                         | Presenze                                                                | 49                                                                      |                                                                         | Reti                                                                    | 8                                                                       |                                                                         |

## Palmarès

### Club

#### Competizioni nazionali
- Campionato italiano di Serie B: 1

Empoli: 2004-2005